# امپفرتسهاوزن
امپفرتسهاوزن (به آلمانی: Empfertshausen) یک شهر در آلمان است که در تورینگن واقع شده‌است. امپفرتسهاوزن ۶۴۶ نفر جمعیت دارد.